# Takao Isokawa
Takao Isokawa (jap. 磯川孝生 Isokawa Takao; ur. 10 czerwca 1984) – japoński zapaśnik w stylu wolnym. Olimpijczyk z Londynu 2012, gdzie zajął ósme miejsce w kategorii 96 kg.
Trzykrotny uczestnik mistrzostw świata, czternasty w 2009. Brązowy medalista igrzysk azjatyckich w 2010. Zdobył dwa medale mistrzostw Azji, srebro w 2005 i brąz w 2010 roku.